# Львов, Семён Иванович (лётчик)
Семён Иванович Львов (1917—1997) — советский лётчик-ас истребительной авиации ВВС ВМФ в годы Великой Отечественной войны, Герой Советского Союза (24.07.1943). Полковник (10.12.1954).

## Биография
Родился 16 февраля 1917 года в деревне Ягунино (ныне — Одинцовский район Московской области). Окончил 7 классов школы в Звенигороде в 1931 году и школы фабрично-заводского ученичества в Москве в 1933 году. Работал токарем в Октябрьском трамвайном депо в Москве.
В сентябре 1935 года был призван на службу в Рабоче-крестьянский Красный Флот по призыву комсомола. В 1937 году окончил Военную школу морских лётчиков и лётчиков-наблюдателей ВВС РККА имени Сталина в городе Ейске. С ноября 1937 года служил пилотом в 44-й истребительной авиационной эскадрилье (42-я истребительная авиационная бригада, ВВС Тихоокеанского флота), в мае 1938 года переведён младшим лётчиком в 1-й истребительный авиаполк ВВС флота. Участвовал в боях на озере Хасан в июле—августе 1938 года, где выполнил 2 боевых вылета на истребителе И-15 бис. 
После начала советско-финской войны в числе 20-ти наиболее опытных лётчиков был направлен с Тихого океана на Балтику для усиления ВВС Балтийского флота и зачислен командиром звена в 12-ю отдельную истребительную эскадрилью ВВС Балтийского флота. Летая на истребителе И-153, в ходе этой войны выполнил 35 боевых вылетов и в составе группы сбил 2 финских самолёта. 
После завершения боевых действий был оставлен на Балтике и зачислен командиром звена в 5-й иап ВВС КБФ, в сентябре 1940 года переведён на такую же должность в 71 иап. В июне 1941 года получил повышение по службе до заместителя командира эскадрильи этого полка.
С июня 1941 года — участник Великой Отечественной войны. В составе 71 иап ВВС КБФ участвовал в Прибалтийской оборонительной операции, обороне Моонзундских островов и Таллина, в обороне Ленинграда. Летал на «И-16», «ЛаГГ-3», «Як-1» и «Харрикейне», с конца 1942 года — вновь на «ЛаГГ-3». Первую победу одержал уже 10 июля 1941 года в районе станции Веймарн Кингисеппского района Ленинградской области. К концу 1941 года имел на своём счету 10 личных и групповых побед. 
В январе 1942 года переведён заместителем командира эскадрильи в 3-й гвардейский истребительный авиационный полк ВВС Балтийского флота, в ноябре того же года стал командиром эскадрильи. За 1942 год одержал ещё 15 побед. Звёздным часом балтийского аса стала операция по прорыву блокады Ленинграда, в которой он в январе 1943 года одержал ещё 5 побед менее чем за месяц.
К февралю 1943 года командир 2-й эскадрильи 3-го гвардейского авиаполка 61-й истребительной авиабригады ВВС Балтийского флота гвардии капитан Семён Иванович Львов совершил 280 боевых вылетов, принял участие в 98 воздушных боях, сбил 6 вражеских самолётов лично и ещё 22 — в составе группы. За эти подвиги он был представлен к званию Героя. Это число побед указано в его наградном листе. Однако исследователь М. Ю. Быков, проанализировав оперативные и отчетные документы его полка, установил, что количество подтверждённых побед С. И. Львова даже больше (чаще было наоборот — завышение числа побед в наградных документах) и составляет 9 личных и 21 групповая (не считая побед в «Зимней войне»).
Указом Президиума Верховного Совета СССР от 24 июля 1943 года за «образцовое выполнение боевых заданий Командования на фронте борьбы с немецкими захватчиками и проявленные при этом отвагу и геройство» гвардии капитану Семёну Ивановичу Львову присвоено звание Героя Советского Союза с вручением ордена Ленина и медали «Золотая Звезда» за номером 1043.
В феврале 1943 года капитана С. И. Львова отозвали с фронта и далее он служил в Главном управлении боевой подготовки ВВС ВМФ: лётчик-инструктор по истребительной авиации 1-го отдела, с июня 1944 года — инспектор-лётчик Лётной инспекции. Участвовал в советско-японской войне в августе 1945 года. 
Продолжал службу в ВМФ СССР. С декабря 1945 года — старший инспектор-лётчик Лётной инспекции ГУБП ВВС ВМФ. С мая 1947 по октябрь 1949 года — старший лётчик-инспектор Отдела лётной службы авиации ВМФ. Затем учился в академии и в  1954 году окончил Военно-воздушную академию (Монино). С июня 1954 года  старший преподаватель кафедры ВВС Военно-политической академии имени В. И. Ленина. В декабре 1963 года в звании полковника уволен в запас. 
Проживал в Москве. С 1964 года работал старшим преподавателем в Университете Дружбы народов имени Патриса Лумумбы, с 1971 года — старшим научным сотрудником и старшим инженером в научно-исследовательском институте информации автомобильной промышленности.
Умер 5 июня 1997 года, похоронен на Калитниковском кладбище Москвы.

## Награды
- Герой Советского Союза (24.07.1943)
- Два ордена Ленина (2.05.1942, 24.07.1943)
- Четыре ордена Красного Знамени (21.04.1940, 24.11.1941, 21.10.1942, 30.12.1956)
- Орден Отечественной войны 1-й степени (11.03.1985)
- Орден Красной Звезды (15.11.1951)
- Медаль «За боевые заслуги» (10.11.1945)
- Медаль «За оборону Ленинграда» (1943)
- Ряд медалей СССР[3]